# Посёлок Механизаторов (Московская область)
Механизаторов — посёлок в Сергиево-Посадском районе Московской области России, входит в состав городского поселения Хотьково, (1994—2006 гг. — в составе Митинского сельского округа).

## Население
| 2002 | 2006 | 2010 |
| ---- | ---- | ---- |
| 70   | ↗71  | ↘56  |

## География
Посёлок Механизаторов расположен на севере Московской области, в юго-западной части Сергиево-Посадского района, примерно в 43 км к северу от Московской кольцевой автодороги и 13 км к западу от железнодорожной станции Сергиев Посад, по левому берегу реки Вори бассейна Клязьмы.
В 9 км юго-восточнее посёлка проходит Ярославское шоссе М8, в 14 км к югу — Московское малое кольцо А107, в 16 км к северу — Московское большое кольцо А108, в 26 км к западу — Дмитровское шоссе А104. В 2 км восточнее — линия Ярославского направления Московской железной дороги. Ближайшие сельские населённые пункты — деревни Ахтырка, Жучки и Мутовки.